# Bull Dog revolver
Il Bull Dog Revolver è stato una tipologia molto popolare di revolver da taschino con telaio integrato introdotto da Webley & Scott, in Inghilterra nel 1872, e successivamente copiato da altre armi da fuoco in Europa continentale e negli Stati Uniti.
Conteneva una canna da 64 mm ed era dotato di munizioni .44 Short Rimfire, .442 Webley, or .450 Adams, con un tamburo dotato di alloggiamento per cinque proiettili.